# Mougeotia
A Mougeotia a Charophyta Zygnematales rendjének fonalas zöldmoszatnemzetsége. Édesvízi környezetben az egész világon gyakori. Carl Adolph Agardh írta le 1824-ben, nevét Jean-Baptiste Mougeot francia botanikusról kapta.

## Morfológia
Egy sejt vastag láncokat, fonalakat alkot, melyek általában nem ágaznak el, bizonyos körülmények közt azonban elágazókat is alkothatnak. Sejtjei hengeresek, hosszuk szélességük sokszoroa. 1 vagy 2 lapos, téglalap alakú vagy szalagos kloroplasztiszuk betölti a sejtet, és fényhatásra csavarodhat. A sejtmag a sejt közepén van.

### Szaporodás
A Mougeotia konjugációval képes ivarosan szaporodni. Izogám, ivarsejtjei különbözőek, de hasonló kinézetűek.
A konjugáció során a két külön fonál sejtjei egymással párhuzamosan helyezkednek el. Egyikük sejtjei a másikhoz csővel kapcsolódhat.

### Azonosítás
Vegetatív állapotában a Transeauina (korábban Debarya) és Temnogametum nemzetségekhez hasonlít.  A Transeauina réteges kinézetet adó pektinrétegekkel feltöltött gamétangiumaiban különbözik, a Temnogametum ritka, feltehetően a trópusokra korlátozott nemzetség, de spórái olajcseppekkel telítettek. A Mougeotia a Mougeotiopsishoz is hasonlít, de utóbbi kloroplasztiszaiban nincs pirenoid.
A fajazonosítás a zigospórák morfológiájának megfigyelésén alapul, ez azok ritkasága miatt nehéz.
2021-ben a Mougeotia disjuncta zigospóráiról Permann et al. megállapították, hogy szénhidrátokból, lipidekből és aromás vegyületekből áll, anyaga a sporopolleninhez hasonlít.

## Kloroplasztiszmozgás
A Mougeotia és a vele rokon Mesotaenium kloroplasztiszai fényhatásra mozognak. Vörös vagy kevés fehér fény hatására addig csavarodik hosszanti tengelye mentén, míg merőleges lesz a fény irányára, maximalizálva a besugárzást. Kék és fehér fénynek való kitettség (például sok fehér fény esetén) a kloroplasztisz a besugárzást minimalizálva forog.
A kloroplasztiszforgást a sejtmembrán fitokrómjai és egy kék fényt elnyelő pigment mediálják. A fény elnyelésekor a pigment a membránban gradienst alakít ki, amely mozgásválasszá transzdukálódik. Bár pontos mechanizmusa ismeretlen, ismert, hogy a kloroplasztiszt a membránhoz csatlakozó F-aktin mozgatja. A fény elleni védelmet a koraifény-indukált fehérje (ELIP) expressziója teszi lehetővé.

## Ökológia
A Mougeotia enyhén savas mezooligotróf édesvízi élőhelyeket kedvel, és virágozhat. Növekedése savas körülmények közt nem optimális, de tolerálja a nehézfémeket, például a biológiailag jobban felszívódó alumíniumot és a cinket, és hatékonyan gyűjt oldott szervetlen szenet. Sok édesvízi élőhelye ideiglenes, például árkok ideiglenes tavak.
Virágzó képességéhez számos jellemzője hozzájárul. Korlátozott foszformennyiség esetén jól versenyez, kloroplasztisza foroghat, lehetővé téve alacsony fénymennyiség esetén a túlélést. Fonalas morfológiája lehetővé teszi süllyedése lassítását. Bár nem ismert toxikussága, a zooplankton számára nagyrészt ehetetlen. Izraelben invazív faj lett.
A Mougeotia scalaris fenilecetsavat termel és bocsát ki környezetébe a Mesotaenium endlicherianumhoz hasonlóan.

## Fajok
2023 májusában az AlgaeBase az alábbi fajokat tartotta számon:
- Mougeotia abnormis Kisselev
- Mougeotia acadiana Transeau
- Mougeotia adnata M. O. P. Iyengar
- Mougeotia americana Transeau
- Mougeotia angolensis West et G. S. West
- Mougeotia angusta (Hassall) Czurda
- Mougeotia areolata Transeau
- Mougeotia aspera Woronichin
- Mougeotia atubulosa H.Krieger
- Mougeotia austriaca Czurda
- Mougeotia badia C. C. Jao et Y. X. Wei
- Mougeotia banneergattensis Iyengar
- Mougeotia bicalyptrata Wittrock
- Mougeotia birecava C. C. Jao
- Mougeotia boodlei (West et G. S. West) Collins
- Mougeotia caelestis Transeau
- Mougeotia caimanii Transeau
- Mougeotia calcarea (Cleve) Wittrock
- Mougeotia capucina C. Agardh
- Mougeotia castanea Wei
- Mougeotia cherokeana Taft
- Mougeotia chlamydata Prescott
- Mougeotia compressa Liu
- Mougeotia congolensis Gauthier-Lièvre
- Mougeotia conifera C.-C. Jao et H. J. Hu
- Mougeotia corniculata Hansgirg
- Mougeotia costata O. Bock et W. Bock
- Mougeotia cotopaxiensis Prescott
- Mougeotia crassa (Wolle) De Toni
- Mougeotia craterophora Bohlin
- Mougeotia cyanea Transeau
- Mougeotia cylindrospora Gauthier-Lièvre
- Mougeotia daytonae Transeau
- Mougeotia delicata Beck
- Mougeotia depressa (Hassall) Wittrock
- Mougeotia disjuncta Transeau
- Mougeotia djalonensis Gauthier-Lièvre
- Mougeotia elegantula Wittrock
- Mougeotia ellipsoidea (West et G. S. West) Czurda
- Mougeotia faurelii Gauthier-Lièvre
- Mougeotia faveolatospora Kirjakov
- Mougeotia floridana Transeau
- Mougeotia fossa O. Bock et W. Bock
- Mougeotia fragilis (Zeller) De Toni
- Mougeotia fujianensis H. P. Zheng et Z. H. Chen
- Mougeotia gelatinosa Wittrock
- Mougeotia geniculata Chian
- Mougeotia genuflexa (Roth) C. Agardh
- Mougeotia globulispora C.-C. Jao
- Mougeotia gotlandica (Cleve) Wittrock
- Mougeotia gracillima (Hassall) Wittrock
- Mougeotia granulata C.-C. Jao et H. J. Hu
- Mougeotia granulosa Transeau
- Mougeotia guadalupensis Caballero
- Mougeotia guanahacabibensis Rieth
- Mougeotia handelii Skuja
- Mougeotia hebeiana Liang et Wang
- Mougeotia heterogama Geitler
- Mougeotia hirnii Transeau
- Mougeotia horniculata Kargupta et R. N. Jha
- Mougeotia hupehensis C.-C. Jao et Hu
- Mougeotia indica Randhawa
- Mougeotia irregularis West et G. S. West
- Mougeotia islamii R.J.Patel et Ashok Kumar
- Mougeotia japonica Yamagishi
- Mougeotia jilinensis C. C. Jao et Y. X. Wei
- Mougeotia kerguelensis Willi Krieger
- Mougeotia kunjukuttii R.J.Patel et Ashok Kumar
- Mougeotia kwangsiensis C.-C. Jao
- Mougeotia lacustris C. C. Jao et Y. X. Wei
- Mougeotia laetevirens (A. Braun) Wittrock
- Mougeotia laevis (Kützing) W. Archer
- Mougeotia lamellosa C.-C. Jao
- Mougeotia latireticulata Zheng
- Mougeotia longiarticulata A. K. Islam
- Mougeotia macrospora (Wolle) De Toni
- Mougeotia maltae Skuja
- Mougeotia mayorii G. S. West
- Mougeotia megaspora Wittrock
- Mougeotia mesocarpiana Ferrer et Cáceres
- Mougeotia miamiana Transeau
- Mougeotia micropora Taft
- Mougeotia micropunctata Yamagishi
- Mougeotia microverrucosa H.Krieger
- Mougeotia minutissima Lemmermann
- Mougeotia nayarhatensis (A. K. Islam) Kadlubowska
- Mougeotia neocaledonica Bourrelly
- Mougeotia ningxiaensis Ling et Zheng
- Mougeotia notabilis Hassall
- Mougeotia nummuloides (Hassall) De Toni
- Mougeotia oblongata Transeau
- Mougeotia obuchovae Rundina
- Mougeotia oedogonioides Czurda
- Mougeotia olivacea Y. J. Ling
- Mougeotia opelousasensis Taft
- Mougeotia operculata Transeau
- Mougeotia ornata C.-C. Jao
- Mougeotia ovalis (Hassall) Wittrock et Nordstedt
- Mougeotia ovalispora Krieger
- Mougeotia padulosa G. S. West
- Mougeotia paludosa G. S. West
- Mougeotia parvireticulata C.-C. Jao et H.-J.Hu
- Mougeotia parvula Hassall
- Mougeotia pawhuskae Taft
- Mougeotia pectosa Transeau
- Mougeotia perforata Gauthier-Lièvre
- Mougeotia pitotiana Gauthier-Lièvre
- Mougeotia poinciana Transeau
- Mougeotia polymorpha Geitler
- Mougeotia pomifera Margalef
- Mougeotia producta West et G. S. West
- Mougeotia prona Transeau
- Mougeotia pseudo-opelousasensis Gauthier-Lièvre
- Mougeotia pseudocalospora Czurda
- Mougeotia pseudovarians Gauthier-Lièvre
- Mougeotia pulchella (Wittrock) De Toni
- Mougeotia punctata (Wittrock) De Toni
- Mougeotia qinghaiensis Zheng
- Mougeotia quadrangulata Hassall
- Mougeotia quadrangulata R. N. Jha et Kargupta
- Mougeotia quadrata Randhawa
- Mougeotia radicans (Kützing) Rabenhorst
- Mougeotia rava Transeau
- Mougeotia rectangularis H.Krieger
- Mougeotia recurva (Hassall) De Toni
- Mougeotia regelii Skuja
- Mougeotia reticulata Hassall
- Mougeotia robusta (De Bary) Wittrock
- Mougeotia rotundangulata C.-C. Jao
- Mougeotia sanfordiana Tiffany
- Mougeotia scalaris Hassall
- Mougeotia scrobiculata Gauthier-Lièvre
- Mougeotia semioleana Tiffany
- Mougeotia sestertisignifera Stephen Skinner
- Mougeotia sexangularis C. C. Jao
- Mougeotia sinensis L. C. Li
- Mougeotia smithii F. E. Fritsch
- Mougeotia sphaerospora (Borge) Czurda
- Mougeotia sphareocarpa Wolle
- Mougeotia subcorniculata Gauthier-Lièvre
- Mougeotia subcrassa G. S. West
- Mougeotia subellipsoidea A. K. Islam
- Mougeotia submegaspora C.-C. Jao et H.-J. Hu
- Mougeotia subpaludosa Ley
- Mougeotia subpulchella Liu Lian
- Mougeotia subpunctata C.-C. Jao
- Mougeotia subrava Zheng
- Mougeotia tenerrima G. S. West
- Mougeotia tenuis (Cleve) Wittrock
- Mougeotia tenuissima (De Bary) Czurda
- Mougeotia thylespora Skuja
- Mougeotia tibestica Gauthier-Lièvre
- Mougeotia tibetica C. C. Jao et Y. X. Wei
- Mougeotia transeaui Collins
- Mougeotia transversalis Hassall
- Mougeotia trapaeziformis M. O. P. Iyengar
- Mougeotia tropica (West et G. S. West) Transeau
- Mougeotia tubifera Tiffany
- Mougeotia tumidula Transeau
- Mougeotia turicensis Nipkow
- Mougeotia uberosperma West et G. S. West
- Mougeotia varians (Wittrock) Czurda
- Mougeotia ventricosa (Wittrock) Collins
- Mougeotia venustula C.-C. Jao et H. J. Hu
- Mougeotia verruculosa C.-C. Jao
- Mougeotia victoriensis G. S. West
- Mougeotia violacea Kützing
- Mougeotia virescens (Hassall) O. Borge
- Mougeotia viridis (Kützing) Wittrock
- Mougeotia viscosa C. C. Jao et H. J. Hu
- Mougeotia yinchuanensis Ling et Zheng
- Mougeotia yunnanensis C.-Y. Chian

## Fordítás
Ez a szócikk részben vagy egészben  a   Mougeotia című angol Wikipédia-szócikk ezen változatának fordításán alapul.  Az eredeti cikk szerkesztőit annak laptörténete sorolja fel. Ez a jelzés csupán a megfogalmazás eredetét és a szerzői jogokat jelzi, nem szolgál a cikkben szereplő információk forrásmegjelöléseként.